# Fotoreporter

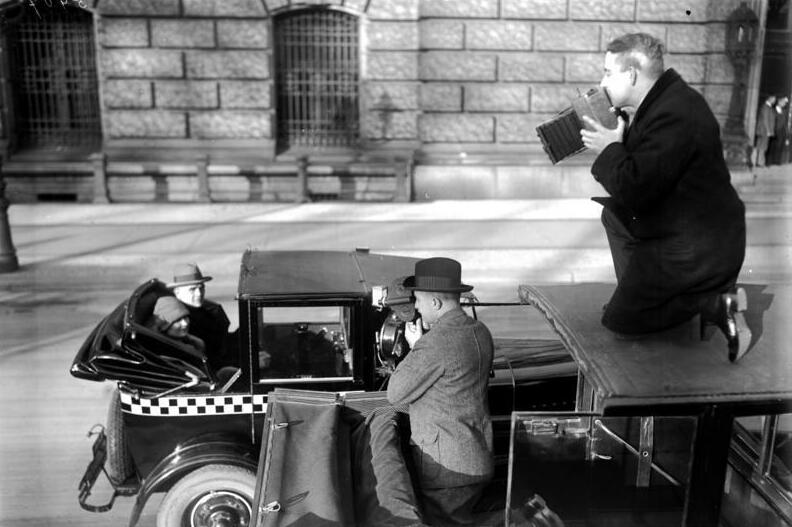
Fotoreporter w latach 20. XX wieku

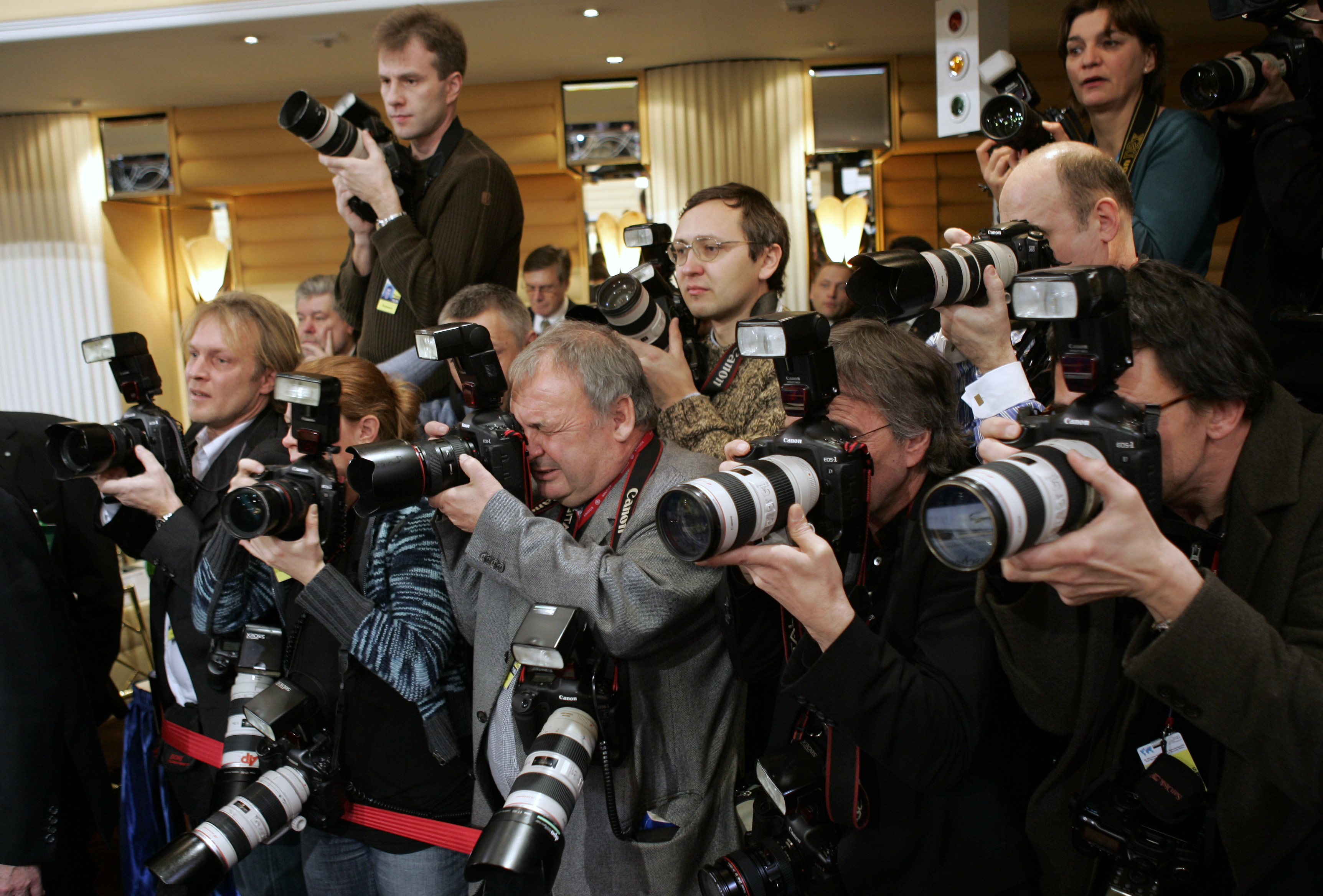
Współcześni fotoreporterzy

Fotoreporter – fotograf specjalizujący się w robieniu zdjęć bieżących wydarzeń (politycznych, społecznych, kulturalnych, sportowych itd.).
Odbiorcą efektów jego pracy są czasopisma oraz portale internetowe, organizatorzy wydarzeń, a także osoby uwiecznione na zdjęciach. Fotoreporterzy bywają delegowani przez zatrudniające ich redakcje lub agencje fotograficzne. Otrzymują też jednorazowe zlecenia na dokumentację konkretnej imprezy czy wydarzenia od organizatorów lub uczestników. Wielu fotoreporterów działa na własną rękę szukając później zbytu na swoje zdjęcia.
Działalność fotoreporterska zaliczana jest do dziennikarstwa. Ponadto najlepsze zdjęcia mogą brać udział w konkursach fotograficznych lub wystawach tematycznych.